# Damian Warner
Damian David George Warner (London, 4 de noviembre de 1989) es un deportista canadiense que compite en atletismo.
Participó en tres Juegos Olímpicos de Verano, obteniendo dos medallas, bronce en Río de Janeiro 2016 y oro en Tokio 2020, en la prueba de decatlón, y el quinto lugar en Londres 2012, en la misma prueba.
Ganó cuatro medallas en el Campeonato Mundial de Atletismo entre los años 2013 y 2023, y dos medallas en el Campeonato Mundial de Atletismo en Pista Cubierta, en los años 2018 y 2022.

## Palmarés internacional
| Juegos Olímpicos                     | Juegos Olímpicos         | Juegos Olímpicos  | Juegos Olímpicos |
| Año                                  | Lugar                    | Medalla           | Prueba           |
| ------------------------------------ | ------------------------ | ----------------- | ---------------- |
| 2016                                 | Río de Janeiro (Brasil)  | Medalla de bronce | Decatlón         |
| 2020                                 | Tokio (Japón)            | Medalla de oro    | Decatlón         |
| Campeonato Mundial                   |                          |                   |                  |
| Año                                  | Lugar                    | Medalla           | Prueba           |
| 2013                                 | Moscú (Rusia)            | Medalla de bronce | Decatlón         |
| 2015                                 | Pekín (China)            | Medalla de plata  | Decatlón         |
| 2019                                 | Doha (Catar)             | Medalla de bronce | Decatlón         |
| 2023                                 | Budapest (Hungría)       | Medalla de plata  | Decatlón         |
| Campeonato Mundial en Pista Cubierta |                          |                   |                  |
| Año                                  | Lugar                    | Medalla           | Prueba           |
| 2018                                 | Birmingham (Reino Unido) | Medalla de plata  | Heptatlón        |
| 2022                                 | Belgrado (Serbia)        | Medalla de oro    | Heptatlón        |